# التعويضات والمزايا
التعويضات والمزايا هي فرع من فروع الموارد البشرية يركز على صنع سياسات التعويضات والمزايا للموظفين. بينما التعويضات والمزايا هي أمور ملموسة إلا أن هناك مكافآت غير ملموسة مثل التقدير والتوازن بين العمل والحياة والتطوير. عندما تجتمع جميع هذه المكافآت فإنها تعتبر مجموع المكافآت. يُشير مصطلح "التعويضات والمزايا" إلى الاختصاص نفسه وكذلك إلى المكافآت ذاتها.

## المكونات الأساسية
تنقسم التعويضات والمزايا للموظفين إلى أربعة فئات أساسية:
1. التعويضات المضمونة: مكافأة نقدية ثابتة يدفعها صاحب العمل للموظف. أشكال التعويض المضمون الأكثر شيوعا هي الراتب الأساسي. تشمل التعويضات المضمونة أيضا بدلات نقدية (بدل سكن، بدل نقل، إلخ) والفروق (فروق التوقيت، فروق العطلات) والتعويضات الإضافية (ورديات الليل، إلخ).
2. التعويضات المتغيرة: مكافأة نقدية غير ثابتة يدفعها صاحب العمل للموظف وتعتمد على التقدير أو الأداء أو النتائج المحققة. أشكال التعويض المتغير الأكثر شيوعا هي المكافآت والحوافز.
3. المزايا: برامج يستخدمها صاحب العمل لتعزيز تعويضات الموظفين مثل الإجازة المدفوعة، التأمين الطبي، سيارة الشركة، وغيرها.
4. التعويضات القائمة على المساهمة في رأس المال: برامج الأسهم أو الأسهم الوهمية التي يستخدمها صاحب العمل لتوفير ملكية فعلية أو مفترضة في الشركة تربط تعويض الموظف بنجاح الشركة على المدى الطويل. أمثلة التعويضات القائمة على المساهمة في رأس المال هي خيارات الأسهم.

## الأجر المضمون
الأجر المضمون هو مكافأة مالية ثابتة (نقدية).
العنصر الأساسي في الأجر المضمون هو الراتب الأساسي والذي يُدفع بناء على معدل ساعي أو يومي أو أسبوعي أو كل أسبوعين أو شهري. يُقدم الراتب الأساسي مقابل أداء الموظف للوظيفة التي تم توظيفه لأجلها. يتم تحديد حجم الراتب بشكل رئيسي بناء على 1) المستوى الراتبي الحالي المدفوع من قبل أصحاب العمل الآخرين لنفس الوظيفة و 2) أداء الشخص في الوظيفة. تحكم العديد من البلدان والمقاطعات والولايات أو المدن الحد الأدنى للأجور. مهارات الموظف الفردية ومستوى الخبرة يتركان مجالا لتفاوت مستويات الدخل ضمن هيكل الأجور المبني على الوظيفة.
بالإضافة إلى الراتب الأساسي يمكن دفع بدلات للموظف لأغراض محددة غير تنفيذ الوظيفة. يمكن أن تشمل هذه البدلات بدلات النقل والإسكان والوجبات وتكلفة المعيشة والأقدمية أو كدفعات بدلا عن فوائد طبية أو التقاعد. يتفاوت استخدام البدلات بشكل كبير من بلد إلى آخر وكذلك حسب مستوى الوظيفة وطبيعة مهام العمل.

## الأجر المتغير
الأجر المتغير هو مكافأة مالية غير ثابتة (نقدية) تعتمد على تقدير أو أداء أو النتائج المحققة. هناك أنواع مختلفة من خطط الأجر المتغير مثل خطط المكافآت وحوافز المبيعات (العمولة) وأجور الساعات الإضافية وغيرها.
مثال على مجال يسود فيه هذا النوع من الخطة هو كيفية تعويض وكلاء العقارات في صناعة العقارات. قد يكون خطة الأجر المتغير المشتركة هي أن يحصل البائع على 50% من كل دولار يحققه حتى وصوله إلى مستوى إيرادات يزيد فيه إلى 85% لكل دولار يحققه في المستقبل. عادة ما تستند هذه النوعية من الخطة إلى فترة زمنية سنوية تتطلب "إعادة تعيين" كل عام إلى نقطة البدء 50%. في بعض الأحيان يتم إدارة هذا النوع من الخطة بحيث لا يتم إعادة التعيين أو الانخفاض إلى مستوى أدنى. تشمل أيضا المكافأة المرتبطة بالأداء والتي يمكن أن تتراوح بين 130% و 0% وفقا لأداء الفرد وفقا لمجالات نتائجه الرئيسية.

## المزايا
تتألف المزايا من التعويضات غير الأجرية التي تشكل حزمة التعويض الكلية للموظف.
على الرغم من وجود بحث أقل في هذا المجال إلا أنه مجال مهم حيث يمكن أن تكون المزايا تكلفة كبيرة لأصحاب العمل سواء عن طريق الوسائل الإلزامية (مثل النظم التقاعدية الإلزامية) أو بتقدير صاحب العمل (مثل بدلات الرعاية الطفل). يمكن أيضا اعتبار المزايا جاذبية للموظفين المحتملين ويمكن أن تقلل من نسبة التحول.
يمكن لأصحاب العمل تقديم مجموعة واسعة من المزايا وعادة ما تندرج هذه المزايا ضمن الفئات التالية:
1. الصحة والرفاهية: برامج المساعدة للموظفين أو "بدل الرفاهية".
2. إجازة خاصة: إجازة للقيام بأمور خارج العمل مثل الالتزامات الرياضية والعمل التطوعي أو تلبية الالتزامات الثقافية.
3. تطوير الحياة المهنية: دعم الدراسة من خلال دفع الرسوم الدراسية وتوفير وقت مدفوع للدراسة وفرص التكليف المؤقت أو التواجد كمتدرب.
4. خصومات التجزئة: خصومات في بيئة التجزئة (مثل عروض ضريبة المبيعات المضافة لبعض التجار).
5. خصومات المنتجات المالية: خصومات على الخدمات مثل أسعار الفائدة على القروض أو وثائق التأمين.
6. العمل المرن: يشمل العمل من المنزل وأوقات بدء وانتهاء مرنة وتقليل ساعات العمل (مثل الأسبوع العمل الذي يتألف من أربعة أيام).[3]

نظرية التبادل المتبادل هي نظرية مهمة ترتكز عليها المزايا حيث تبني قاعدة اجتماعية يقوم فيها صاحب العمل بتوفير مزايا "إيجابية" تلقى استحسانا. بدوره يميل الموظف إلى تقديم سلوك إيجابي في مكان العمل وزيادة الإنتاجية والالتزام التنظيمي القوي وهو الارتباط أو الانتماء الذي يشعر به الموظف تجاه صاحب العمل ومستويات المشاركة التالية. In return the employee is inclined to provide positive workplace behaviour, strong productivity, and strong organisational commitment which is the bond or attachment that an employee has towards their employer, and subsequent levels of involvement.
نظرية التبادل الاجتماعي هي نظرية أخرى ذات صلة تشير إلى أن الموظفين يقومون بتقدير إجمالي المزايا والتكاليف المتعلقة بعلاقتهم مع صاحب العمل. إذا شعر الموظف بأن تكاليف عمله أو علاقته الوظيفية تفوق الفوائد التي يحصل عليها من عمله فمن المرجح أن يقرر الموظف إنهاء العلاقة الوظيفية وذلك للسعي وراء علاقة عمل توفر مزيدا من الاهتمام بالمزايا ونظرية التبادل الاجتماعي.
تختلف دوافع صاحب العمل لتوفير المزايا. في حين أن الهدف العام للمأصحاب العمل هو الحفاظ على رضا الموظفين على وظائفهم قد يقدم أصحاب العمل المزايا للتخفيف من التشويش الناتج عن زيادة كثافة النقابات وزيادة قوة المفاوضة. في بعض الحالات قد يقدم أصحاب العمل المزايا نتيجة لتفاوض النقابة من أجل تعزيز المزايا.
عندما يقدم صاحب العمل المزايا يجب الأخذ في الاعتبار أن نظم المزايا يجب أن تلتزم بمبادئ العدالة التنظيمية. تُعتبر العدالة التنظيمية "مدى تصور الموظفين لإجراءات مكان العمل والتفاعلات والنتائج على أنها عادلة في طبيعتها". تشمل مبادئ العدالة التنظيمية ما يلي:
1. العدالة الإجرائية: كيفية تصور عدالة السياسات والإجراءات.
2. العدالة المعلوماتية: كيفية تصور عدالة التبرير لسياسات المزايا والإجراءات والنتائج.
3. العدالة الشخصية: كيفية تصور عدالة التفاعلات فيما يتعلق بالمزايا.
4. العدالة التوزيعية: كيفية تصور عدالة الوصول إلى المزايا.

إذا كان الموظف يرى أن نظام المزايا يفتقر إلى العدالة التنظيمية فإن الرضا المُشاهَد أو الفعلي عن المزايا سيتأثر.
يُطلق على الرضا العام عن نظام إدارة المزايا اسم "رضا نظام المزايا" بينما يشير رضا المستوى المزايا إلى رضا الموظف عن "مقدار المزايا التي يتلقاها".
من المهم أن نلاحظ أن رضا المزايا يمكن أن يُنظر إليه على أنه رضا القيمة الفعلية للمزايا والمستوى المُدرَك للمزايا. ومن المثير للاهتمام أن بعض الموظفين يشعرون بالرضا أكثر بالقيمة المُدرَكة للمزايا. قد يشمل ذلك موظفا يتمتع بفائدة محتملة للعمل المرن والتي قد لا يستخدمها فعليا. ومع ذلك سيشعر الموظف ما زال بالرضا عن الفائدة المحتملة.
ومع ذلك يستند رضا نظام المزايا إلى:
1. رضا الإدارة.
2. تحديد المزايا.

سيؤدي نظام المزايا الذي يُعتبر قيمة ومُدار بشكل جيد إلى رضا الموظفين. سيشعر هؤلاء الموظفون بدعم صاحب العمل لهم وسيزيد دعمهم التنظيمي المُدرَك. وهذا أمر مهم لأن الدعم الاجتماعي أو التنظيمي المُدرَك يمكن أن يكون أحد أهم العوامل في بناء موظفين قويين وتقليل من التحوّلات غير المخطَّط لها.
سيشعر الموظفون أيضا بالالتزام العاطفي تجاه عملهم مما سيعزز فيهم رغبة في أداء عالٍ للعمل.
عندما يقوم صاحب العمل بتقديم المزايا فإنه يجب أن نأخذ في الاعتبار أهمية الديموغرافيا في رضا الموظفين عن المزايا. على سبيل المثال قد يقدر فريق العمل الذي يضم عددا كبيرا من الآباء والأمهات حزمة المزايا التي تركز على دعمهم وأطفالهم. ومع ذلك قد يعتبر الأشخاص الذين ليس لديهم أطفال هذه المزايا غير عادلة وغير ذات صلة وتعتبرهم كميات مالية تشكل عبئا ماليا حيث لا يمكنهم الاستفادة من نفس المزايا المالية التي يستفيد منها الموظفون الذين لديهم أطفال.

## توزيع الأجور الرأسمالي
يُعرَّف توزيع الأجور الرأسمالي بأنه "الاختلافات في مستويات الأجور بين الأفراد داخل وظائف (أي التوزيع الأفقي) وعبر المستويات الوظيفية أو التنظيمية (أي التوزيع الرأسمالي)". يُعد توزيع الأجور الرأسمالي بشكل خاص الفرق في التعويض بين أكثر الموظفين كبارا في المنظمة (على سبيل المثال المديرون التنفيذيون أو المديرون العامون) والموظف العادي.
أصبح توزيع الأجور الرأسمالي موضوعا للنقاشات السياسية والاجتماعية ووسائل الإعلام. ويولى اهتمام خاص للحالات التي يُعتبر فيها الفرق بين مدير تنفيذي في المنظمة مفرطا مقارنة ببقية القوى العاملة ويكون الفرق في الأجور مرئيا داخل المنظمة. سواء كانت المنظمة في القطاع العام أو القطاع الخاص تشير الأبحاث إلى أن الأشخاص يهتمون بالفرق بين ما يتقاضونه من أجور وما يتقاضاه أولئك على المستوى الأعلى - فهذا أمر مهم بالنسبة للموظف.
يمكن أن يكون هناك تأثيرات قصيرة الأجل وطويلة الأجل لتوزيع الأجور الرأسمالي. تشير الأبحاث إلى أن بعض التأثيرات القصيرة الأجل لتوزيع الأجور الرأسمالي يمكن أن تؤدي إلى زيادة الإنتاجية والنتائج لدى الموظفين. يستند ذلك على فكرة أن المنافسة تعد دافعا للتحفيز البشري وأن الجوائز مثل الترقية إلى وظيفة مرتبة أعلى أو تعويضٍ خارجي آخر يمكن أن تشجع الموظفين على أداء أفضل في دورهم. أما الأبحاث حول التأثيرات الطويلة الأجل لتوزيع الأجور الرأسمالي الأعلى في المنظمة فعادة ما تكون سلبية وترتبط عادة بسلوك غير وظيفي للموظفين وزيادة تحول الموظفين وضيق النظر وتقليل التعاون وانخفاض التحفيز الداخلي.
هناك نظريات أكاديمية تساعد في تفسير سبب وجود توزيع الأجور الرأسمالي داخل المنظمة وكيف يمكن أن يكون له تأثيرات إيجابية وسلبية على حد سواء.

### نظرية البطولة
تعتمد نظرية البطولة على فكرة "البطولات" أو "المنافسات" في المنظمة حيث يكون هناك فائزون وخاسرون واضحون. تقول نظرية البطولة إن الأفراد يتحفزون بشكل أفضل للأداء المتميز عندما تكون الجوائز المتاحة للفوز مرتبطة بالفوز أو الفشل بدلا من مجرد قيمة مالية. سيتنافس موظفو المنظمة ضد بعضهم البعض للفوز بمناصب أعلى والتي عادة ما تكون مرتبطة بأجور أعلى.
تستند هذه النظرية إلى الاقتصاد حيث يفترض أن الفرد هو عامل اقتصادي منطقي سيسعى إلى تحقيق أقصى فائدة فردية له ويكون الجائزة هي الحافز الرئيسي للأداء.
ترتبط نظرية البطولة بتوزيع الأجور الرأسمالي لأنها تشير إلى أن المنظمات التي يكون فيها المديرون التنفيذيون لديهم مستوى أجور أعلى بكثير ستحفز الموظفين الآخرين ذوي الأداء المتميز على العمل نحو تحقيق "الجائزة" وتحقق فائدة إضافية للمنظمة من زيادة الجهد العملي والالتزام بأهداف المنظمة.

## نظرية المساواة
يهتم الموظفون ويتحفزون لفهم الفروق في الأجور بينهم وبين زملائهم في المنظمة ولفهم الفرق بينهم وبين أولئك في مناصب المدير التنفيذي. تُعد نظرية المساواة نهجا أكثر اجتماعية لفهم تأثيرات توزيع الأجور الرأسمالي في المنظمة مقارنة بنظرية البطولة.
تستند نظرية المساواة إلى الفكرة التي تقول إن الأفراد سيقيمون العدالة المُدرَكَة لمكان العمل أو الوظيفة من خلال تقييم نسبة إسهامات عملهم مقابل النتائج التي يحصلون عليها. ثم يقارنون نسبتهم بنسبة الآخرين داخل المنظمة. تشير الأبحاث حول نظرية المساواة إلى أنه عندما يُدرك الأفراد نسبة إسهامات عملهم كما هي معادلة وعادلة مقارنةً بنسبة الآخرين فإن العدالة في الأجور موجودة في المنظمة.
من وجهة نظر نظرية المساواة يُعتبر توزيع الأجور الرأسمالي الرأسمالي مسألة توزيع عادل ومنصف للموارد وشعور بالعدالة في كيفية توزيع الموارد داخل المنظمة.

## التعويض على أساس المساواة
يُعد التعويض على أساس المساواة خطة تعويض صاحب العمل تستخدم أسهم صاحب العمل كتعويض للموظفين. أكثر الأشكال شيوعا هو خيارات الأسهم ولكن صاحب العمل يستخدم وسائل إضافية مثل الأسهم المقيدة ووحدات الأسهم المقيدة وخطة شراء الأسهم للموظفين والأسهم المرتبطة بالأداء وحقوق تقدير الأسهم. يُعرف خيار الأسهم على أنه "حق عقد يُمنح للفرد لشراء عدد معين من أسهم الشركة بسعر محدد (وبشرطات معينة) على مدار فترة زمنية محددة". يتم منح جوائز الأسهم المرتبطة بالأداء من أسهم الشركة للمديرين والتنفيذيين فقط إذا تم تحقيق معايير أداء المنظمة المحددة مثل الهدف المتعلق بالأرباح للسهم.

## الفوائد غير الملموسة
قد يتلقى الموظف فوائد غير ملموسة مثل جدول عمل مرغوب فيه. يمكن أن يكون هذا الجدول المسيطر عليه من قبل الموظف ويمكن تعديله لاستيعاب الأنشطة الغير عملية المتكررة أو يمكن أن يكون جدول عمل متوقع بشكل كبير مما يسهل على الموظف ترتيب رعاية الأطفال أو وسائل المواصلات إلى مكان العمل.
في نيوزيلندا تقدم العديد من المنظمات الحكومية ترتيبات عمل مرنة كجزء من فوائدها. قد تشمل هذه الترتيبات مرافق العمل المرنة أو الوقت المرن. يمكن أن تشمل مرافق العمل المرنة العمل من مكان عمل بعيد (عادة مكتب منزلي) لمدة تتراوح بين 2 إلى 5 أيام في الأسبوع. تعتبر ترتيبات الوقت المرن مفيدة للموظفين الذين لديهم أطفال يذهبون إلى المدرسة أو التزامات أخرى. يمكن أن تشمل هذه الترتيبات ساعات عمل مخفضة أو ساعات تكتمل خارج ساعات العمل العادية مثل 40 ساعة في الأسبوع ولكن ليس بين الساعة 8 صباحا والساعة 5 مساء. تشمل ترتيبات الوقت المرن الأخرى ما يُعرف بالأسبوع المكون من 80 ساعة وعادة ما يكون يوما يتم العمل فيه لمدة 9 ساعات لمدة 9 أيام ثم يتم أخذ اليوم العاشر كإجازة بدلا منه.
الوصول إلى برامج التدريب والارتباط بمرشدين وفرص السفر أو لقاء أشخاص آخرين في نفس المجال وتجارب مماثلة هي جميعها فوائد غير ملموسة قد تستهوي بعض الموظفين.

## المكافآت الداخلية والخارجية
تقترح نظرية تحقيق الذات أن الأشخاص في مكان العمل يحفزون عموما بواسطة المكافآت الداخلية أو الخارجية أو يكونون على نطاق مستمر بين الاثنين.
المكافآت الخارجية هي المكافآت الملموسة أو المرئية ويمكن أن تشمل التعويض المالي (الراتب، الأجور، الحوافز الخ) والترقية.
في كتابهم "لغات التقدير الخمس في مكان العمل" يقترح جاري تشابمان وبول وايت أن لدى الموظفين "لغة" مفضلة أو سائدة عندما يتم التعبير عن التقدير بشكل خارجي. يحددون المكافآت الخارجية التالية:
1. كلمات التشجيع: يمكن أن تكون تهنئة على إنجاز أو تأكيد على الطابع أو إشادة بسمة شخصية. يمكن أن تكون هذه الكلمات علنية جدا داخل الفريق أو خاصة بحسب المتلقي.
2. وقت عالي الجودة: هذا يعني تخصيص أثمن سلعتك - الوقت - للتعبير عن التقدير.
3. أفعال الخدمة: القيام بشيء ما لصالح موظف أو زميل للتعبير عن التقدير لهم.
4. الهدايا الملموسة: يمكن أن تكون بسيطة مثل شراء فنجان قهوة لموظف أو زميل أو إعطائهم بعض الوقت كهدية لعمل جيد.
5. اللمس الجسدي: يمكن أن يكون ذلك عن طريق تبادل الأيدي أو المصافحة (تحتاج إلى الحذر!).

في كل هذه الحالات يحذرون من ضرورة الحفاظ على ملاءمة التفاعل.
المكافآت الداخلية تشير إلى العوامل الداخلية التي تحفز الشخص على القيام بعمل أو مهمة. يمكن أن تشمل الشعور بالإنجاز والتعلم والنمو الشخصي والإبداع أو العمل الذي يمنح الشخص هدفا ومعنى في الحياة.
تشير الأبحاث إلى أن الموظفين العموميين يضعون قيمة أعلى على المكافآت الداخلية خاصة إذا كانوا يتمتعون بمستويات مرتفعة من الدافعية للخدمة العامة. يمكن تعريف الدافعية للخدمة العامة بأنها "الميول الفردي للرد على الدوافع المرتكزة في المقام الأول أو فريدة في المؤسسات والمنظمات العامة". وقد ترتبط هذه الفكرة بمتغيرات عديدة مثل تفضيلات المكافأة والرضا الوظيفي والالتزام والأداء. تشير الدراسات إلى أن زيادة مستوى الدافعية للخدمة العامة ترتبط برغبة الفرد في العمل في مصلحة الجمهور. يضع الموظفون العموميون قيمة أعلى بشكل كبير على العمل الذي يساعد المجتمع مقارنة بنظرائهم في القطاع الخاص. كما يقدرون العمل الشيق والأمان الوظيفي. توجد علاقة إيجابية ملحوظة بين الدافعية للخدمة العامة والرضا الوظيفي والأداء والالتزام. وعلى الرغم من ذلك أظهرت الأبحاث أن المكافآت الخارجية يمكن أن تكون مهمة في كل من المؤسسات العامة والخاصة.
تكون المكافآت الخارجية فعالة في تحفيز الناس خاصة في الحالات التي قد لا يكون فيها العمل أو السلوك ممتعا بطبيعته أو عند الحاجة إلى تحقيق نتيجة محددة. ومع ذلك يمكن أن يؤدي الاعتماد المفرط على المكافآت الخارجية إلى انخفاض في الدافعية الداخلية أو الرغبة في القيام بشيء لأنه ممتع أو مجزٍ في حد ذاته. إذا توقع الناس المكافآت الخارجية لكل شيء يقومون به فقد يفقدون اهتمامهم الطبيعي ودافعهم الداخلي للمهمة نفسها. ومع ذلك من المهم أن نلاحظ أن الاعتماد المفرط على المكافآت الخارجية أحيانا يمكن أن يؤدي إلى انخفاض في الدافعية الداخلية. إذا توقع الناس المكافآت الخارجية لكل شيء يقومون به فقد يفقدون اهتمامهم الطبيعي ودافعهم الداخلي للمهمة نفسها.
غالبا التوازن بين الدافعية الخارجية والداخلية ضروري في تعزيز الاهتمام المستدام والمشاركة في الأنشطة والسلوكيات. تستند استراتيجيات التحفيز الفعالة إلى مراعاة احتياجات وتفضيلات الفرد المميزة مع الاعتراف بالدور الذي تلعبه كلا أنواع المكافآت في تأثير السلوك. من المهم تحقيق التوازن المناسب بين المكافآت الداخلية والخارجية ضمن الإجمالي للتعويضات والفوائد المقدمة للموظف.

## التجميعات المالية
تشير مجموعات متنوعة من الفئات الأربعة المذكورة أعلاه إلى التجميعات المالية. ويتم شرح التجميعات الشائعة كما يلي.
بشكل مجتمع تتألف المدفوعات المضمونة والمتغيرة من المكافأة النقدية الإجمالية. يُشار إلى نسبة الراتب الأساسي إلى المكافأة المتغيرة بأنها مزيج الأجر. على سبيل المثال يكون لدى شخص يتلقى مكافأة تعادل 25٪ من الراتب الأساسي نسبة أجرية بنسبة 80/20. غالبا ما تحدد المنظمات المكافأة النقدية الإجمالية لمندوبي المبيعات على مستوى السوق ثم تقسم المكافأة النقدية الإجمالية إلى مكون الراتب الأساسي ومكون الحوافز بنسبة 70/30 في حين يمكن أن يكون لدى الموظفين الآخرين (غير المبيعات) نسبة أجرية بنسبة 90/10.
الحزمة الثابتة الإجمالية أو التكلفة الثابتة للشركة هي مجموعات تشمل الأجر المضمون والفوائد. يمثل هذا المجموع التكلفة الثابتة الكلية لحزمة المكافأة وهو مفيد للميزانية. يتم استبعاد جميع أشكال المكافآت المتغيرة (المكافأة السنوية وتعويض الأسهم) من هذا التجميع.
يشير الأجر المباشر الكلي إلى المكافأة النقدية الإجمالية بالإضافة إلى تعويض الأسهم. يتم استبعاد الفوائد من هذا التجميع. يتضمن الأجر المباشر الكلي جميع العناصر التي يمكن أن يتفاوض عليها المرشح لوظيفة خاصة بالنسبة للمناصب التنفيذية العليا حيث تكون المكافآت السنوية وطويلة الأجل أكثر أهمية.
يشمل الأجر الإجمالي كل الفئات الأربعة: الأجر المضمون (الراتب والبدلات)، المكافأة المتغيرة، الفوائد وتعويض الأسهم.
الأجر هو مصطلح يستخص بشكل عام للإشارة إلى المكافأة النقدية الإجمالية أو الأجر الإجمالي.
كما هو مذكور أعلاه تشمل المكافآت الإجمالية كل من التعويض النقدي الإجمالي والفوائد غير الملموسة مثل الثقافة المؤسسية والقيادة والتقدير ومرونة مكان العمل والتطوير وفرص الحياة المهنية.

### العدالة الخارجية
تشير العدالة الخارجية إلى تشابه ممارسات المؤسسات الأخرى في نفس القطاع. إذا تم اعتبار البرنامج بهذا الشكل يمكن القول إنه يعتبر تنافسيا أو عادلا خارجيا. عادة ما يتم إجراء هذه المقارنات في أسواق العمل الخارجية حيث تختلف الأجور. هناك عوامل متعددة تساهم في إنشاء هذه الاختلافات مثل الموقع الجغرافي والتعليم والخبرة العملية.

### العدالة الداخلية
العدالة الداخلية هي إدراك الموظفين لمهامهم وتعويضهم وظروف عملهم مقارنة بتلك للموظفين الآخرين في مناصب مماثلة في نفس المؤسسة. حيث يتم دائما إجراء هذه المقارنة داخل الشركة يمكن أن تؤدي مشكلات العدالة الداخلية إلى نشوب صراع بين الموظفين وعدم الثقة وانخفاض الروح المعنوية والغضب وحتى اتخاذ إجراءات قانونية. يمكن للعمال تقييم العدالة الداخلية بخصوص نقطتين رئيسيتين. من جهة العدالة الإجرائية هي العدالة المدركة للشخص في العملية (المهام المخصصة) والإجراءات المستخدمة لاتخاذ القرارات بشأنه. ومن جهة أخرى العدالة التوزيعية تشير إلى العدالة المدركة في توزيع النتائج (الرواتب). الأهداف الكلاسيكية لخطط التعويض القائمة على العدالة هي الاحتفاظ بالموظفين وجذب العمال الجدد ومواءمة مصالح الموظفين مع مصالح المساهمين في النجاح الطويل الأجل للشركة.

## مكان المؤسسة
في معظم الشركات تصميم وإدارة التعويض والمزايا تدخل تحت مظلة الموارد البشرية.
تنقسم منظمات الموارد البشرية في الشركات الكبيرة عادة إلى ثلاثة قسمات فرعية: شركاء الأعمال في الموارد البشرية ومراكز التميز في الموارد البشرية وخدمات المشاركة في الموارد البشرية. تصميم وإدارة التعويض والمزايا هي جزء من مركز التميز في الموارد البشرية مثل التوظيف وتطوير المؤسسات.

## المؤثرات الرئيسية
يمكن تقسيم المؤثرات الرئيسية على تعويض الموظفين والمزايا إلى مؤثرات داخلية (داخل الشركة) ومؤثرات خارجية.
أهم المؤثرات الداخلية هي الأهداف التجارية والنقابات العمالية والعدالة الداخلية (فكرة تعويض الموظفين في وظائف مماثلة وأداء مماثل بطريقة مماثلة) وثقافة المؤسسة والهيكل التنظيمي.
أهم المؤثرات الخارجية هي حالة الاقتصاد والتضخم ومعدل البطالة وسوق العمل ذي الصلة وقانون العمل وقانون الضرائب وعادات واتجاهات الصناعة ذات الصلة.

## مخططات المكافآت والفوائد
تعتبر مخططات المكافآت مخططات للأجور المتغيرة. تتمتع بثلاثة أهداف كلاسيكية:
1. ضبط تكلفة العمالة وفقا للنتائج المالية: الفكرة الأساسية هي إنشاء مخطط مكافآت يدفع المزيد من المكافآت في "الأوقات الجيدة" وأقل (أو بدون) مكافآت في "الأوقات السيئة". من خلال ضبط ميزانية مخطط المكافآت وفقا للنتائج المالية يتم تخفيض تكلفة العمالة تلقائيا عندما لا تكون الشركة في حالة جيدة بينما تدفع الأداء الجيد للشركة إلى زيادة المكافآت للموظفين.
2. تعزيز أداء الموظفين: الفكرة الأساسية هي أنه إذا علم الموظف أن مكافأته تعتمد على حدوث حدث معين (أو تدفع وفقا للأداء أو إذا تم تحقيق هدف معين) فإن الموظف سيبذل قصارى جهده لضمان حدوث هذا الحدث (أو تحسين أدائه أو تحقيق الهدف المرغوب). بعبارة أخرى تعمل المكافأة كحافز لتحسين أداء الأعمال (كما هو محدد من خلال مخطط المكافآت).
3. الاحتفاظ بالموظفين: الاحتفاظ بالموظفين ليس هو الهدف الأساسي لمخططات المكافآت ولكن يعتقد أن المكافآت تجلب قيمة مع الاحتفاظ بالموظفين أيضا لثلاثة أسباب: (أ) يدفع مخطط المكافآت المصمم بشكل جيد المزيد من المال للأداء الأفضل ومن المرجح أن يواجه المنافس الذي يقدم عرض وظيفي منافس لهؤلاء الأداء الأفضل عقبة أعلى نظرا لأن هؤلاء الموظفين يحصلون بالفعل على أجور أعلى بسبب مخطط المكافآت. (ب) إذا تم دفع المكافأة سنويا فإن الموظف أقل عرضة لمغادرة الشركة قبل صرف المكافأة وغالبا ما يختفي سبب المغادرة (مثل النزاع مع المدير أو عرض وظيفي منافس) بحلول وقت صرف المكافأة. يشتري مخطط المكافآت وقتا إضافيا للشركة للحفاظ على الموظف. (ج) يكون الموظفون الذين يتقاضون أجورا أعلى أكثر رضا عن وظائفهم (بشرط أن تكون الأمور الأخرى متساوية) وبالتالي فهم أقل عرضة لمغادرة صاحب العمل.

تعتمد فكرة أن مخططات المكافآت يمكن أن تحسن أداء الموظفين على أعمال فريدريك سكينر وهو ربما أكثر عالم نفسي تأثيرا في القرن العشرين. باستخدام مفهوم التشكيل السلوكي ادعى سكينر أن الكائن (حيوان، إنسان) يشكل سلوكه الطوعي استنادا إلى العواقب البيئية الخارجية - أي التعزيز أو العقاب.
هذا المفهوم أسر قلوب الكثيرين وفي الواقع معظم مخططات المكافآت في الوقت الحاضر مصممة استنادا إليه ومع ذلك منذ أواخر الأربعينيات من القرن الماضي ظهرت مجموعة متزايدة من الأدلة التجريبية التي تشير إلى أن هذه المكافآت "إذا-أذن" لا تعمل في مجموعة متنوعة من البيئات الشائعة في مكان العمل الحديثة. ترتبط نقائص مخطط المكافآت غالبا بمكافأة السلوك الخاطئ. على سبيل المثال يمكن للمديرين الذين يلتزمون بالحالة القائمة ويقومون بطرد الموظفين القيمين (المكلفين) ويشاركون في ممارسات أعمال غير أخلاقية تحقيق نتائج مالية أفضل على المدى القصير (وبالتالي مكافأة) من المدير الذي يحاول الابتكار لتحقيق أرباح أعلى. عندما يتم التفكير بشكل سيء في مخططات المكافآت فإن لديه القدرة على تلف أداء الموظفين وتسبب صداعا تنظيميا. ومع ذلك على الرغم من نقائصها لا يزال الموظفون (والكثير من أصحاب العمل) يعتبرون مخطط المكافآت الفعال أكبر عامل دافع في مكان العمل.